# Теодосије (монах)
Теодосије (Хиландарац) је био српски монах и један од најзначајнијих српских писаца у средњем веку. Српска академија наука и уметности га је уврстила међу 100 најзнаменитијих Срба свих времена.

## Биографија
Рођен је око 1246. године, а преминуо је око 1328. године. Био је монах манастира Хиландар и духовник краља Стефана Дечанског (1322—1331), а своју делатност је усмерио на ширењу и учвршћивању култова светог Симеона Мироточивог (Стефана Немање) и светог Саве, који су створили главни фокус српског националног и културног идентитета..
Теодосије је, према сопственим речима, по Доментијановим упутствима прерадио његово житије Светог Саве, између 1290. и 1292. године. Поред тога, написао је неколико канона, литургија и других дела посвећених светим Симеону и Сави, као и дела (житије и друга) посвећена светом Петру Коришком.
„Живот Светог Петра Коришког” које је написао Теодосије,  сматра се уметнички најуспешнијим делом старе српске књижевности. Приповедање је понекад драматично, а увек је окренуто унутрашњем посматрању јунака. Због таквих тенденција (које уосталом можемо запазити и код другог великог писца православне традиције, Достојевског, који је такође књижевно умеће црпао из хагиографске књижевности), ово дело је називано романом, а Теодосије првим српским романсијером.
Теодосијев „Живот Светог Саве” је композиција, једно од првих сложених дела у српској старој књижевности. Теодосије је углавном био новатор, али и покушавао да новом структуром реченице и композиционом обрадом текста освежи причу. На тај начин ликови српске историје излазе из књижевне монолитности у којој су их оставили писци прошлих векова, и бивају осветљени из више углова.